# Trichophyton quinckeanum
Trichophyton quinckeanum är en svampart som först beskrevs av Zopf ex Guég., och fick sitt nu gällande namn av D.M. MacLeod & Muende 1940. Trichophyton quinckeanum ingår i släktet Trichophyton och familjen Arthrodermataceae.   Inga underarter finns listade i Catalogue of Life.